# Roger de Beaumont

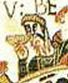
Roger de Beaumont raffigurato nell'arazzo di Bayeux

Roger de Beaumont (1015 – 29 novembre 1094) è stato un nobile normanno, signore feudale di Beaumont-le-Roger e Pont-Audemer ed influente consigliere di Guglielmo il Conquistatore.

## Biografia

### Origine
Era figlio di Humphrey de Vielles (pronipote della duchessa Gunnora di Normandia) e della moglie Albreda de la Haye Auberie. Roger era dunque cugino in secondo grado di Guglielmo il Conquistatore.
La sede amministrativa della sua signoria normanna era situata nel castello di Beaumont-le-Roger, un insediamento situato sul corso superiore del fiume Risle, in Normandia, a circa 46 km a sud ovest di Rouen, capitale del ducato.
Roger era anche signore feudale di Pont-Audemer, un insediamento costruito intorno al primo ponte che attraversava il fiume Risle, a monte del suo estuario.

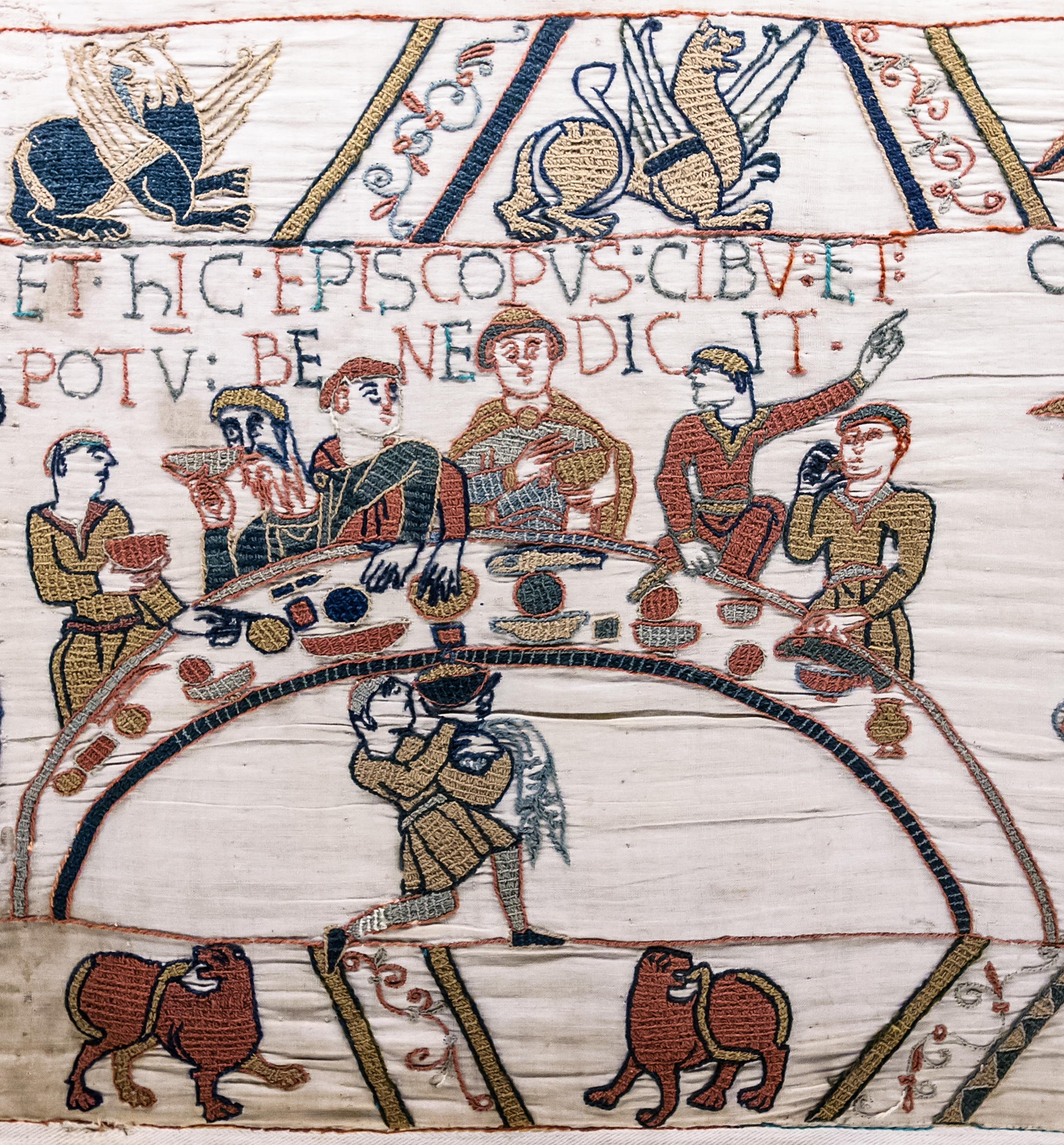
Roger de Beaumont insieme ad altri commensali

### Carriera
Come cugino più vecchio del duca, non gli si era mai ribellato e fece parte di quel gruppo di nobili su cui Guglielmo puntò per governare la Normandia e respingere le frequenti rivolte ed invasioni. Del resto Guglielmo tra i parenti più prossimi fece affidamento soltanto ai cugini da parte di madre mentre i parenti da parte di padre si rivelarono spesso inaffidabili.
Al tempo dell'invasione inglese, Roger fu invitato a partecipare ad un grande consiglio tenutosi a Lillebonne, essendo ritenuto da tutti assai saggio; ma egli non aderì alla spedizione essendo troppo avanti negli anni.
Malgrado Roger non potesse combattere, non esitò a contribuire largamente ai costi dell'impresa fornendo sessanta vascelli per il trasporto delle truppe attraverso il canale. Inoltre suo figlio maggiore ed erede combatté valorosamente ad Hastings. Come risultato, i figli di Roger furono ricompensati generosamente con terre in Inghilterra e vennero creati conti.
Roger venne raffigurato nell'arazzo di Bayeux durante una festa a Hastings. Egli compare con baffi e barba mentre di solito i Normanni andavano rasati.

### Matrimonio e figli
Roger sposò intorno al 1048 Adeline di Meulan (c. 1014/1020 - 8 aprile 1081), figlia ed erede di Waleran III, conte di Meulan e Oda de Conteville. La coppia ebbe quattro figli che sopravvissero all'infanzia:
- Robert de Beaumont, I conte di Leicester (c.1049-1118);
- Henry de Beaumont, I conte di Warwick (c.1050-1119);
- William de Beaumont;
- Alberée de Beaumont (?-1112), badessa ad Eton.

### In letteratura
appare come personaggio minore nel romanzo storico di Georgette Heyer Il Conquistatore.